# Laena hlavaci
Laena hlavaci – gatunek chrząszcza z rodziny czarnuchowatych i podrodziny omiękowatych.
Gatunek ten został opisany w 2008 roku przez Wolfganga Schawallera. Miejsce typowe znajduje się w Huanggan Shan w rezerwacie Wuyi Shan. Epitet gatunkowy nadano na cześć Petera Hlaváča.
Chrząszcz o ciele długości od 5 do 6 mm. Przedplecze o brzegach bocznych i tylnym nieobrzeżonych, kątach tylnych zaokrąglonych; jego powierzchnia pokryta rozproszonymi, grubymi, opatrzonymi długimi szczecinkami punktami. Na pokrywach brak rowków, występują tylko ułożone w rzędy punkty, wielkością zbliżone do tych na przedpleczu i opatrzone długimi, wzniesionymi szczecinkami. Punkty na międzyrzędach nieliczne, niewyraźne i również opatrzone szczecinkami. Odnóża obu płci z dwoma nierównej wielkości zębami na każdym udzie.
Owad endemiczny dla Chin, znany tylko z Jiangxi.